# انهيار مبنى سيرفسايد (ميامي)
أبراج شامبلين الجنوبية (بالإنجليزية: Champlain Towers South)‏، هو مبنى سكني مكون من 12 طابقًا على شاطئ البحر في ضاحية ميامي في سيرفسايد [الإنجليزية]، فلوريدا، بالولايات المتحدة، انهار جزئيًا في حوالي الساعة 1:30 صباحًا بتوقيت شرق الولايات المتحدة في 24 يونيو 2021. لقي شخص مصرعه وأصيب 11 آخرون بجروح أو نقلوا إلى المستشفى نتيجة الانهيار. لا يزال ما لا يقل عن 99 شخصًا في عداد المفقودين.

## الخلفية

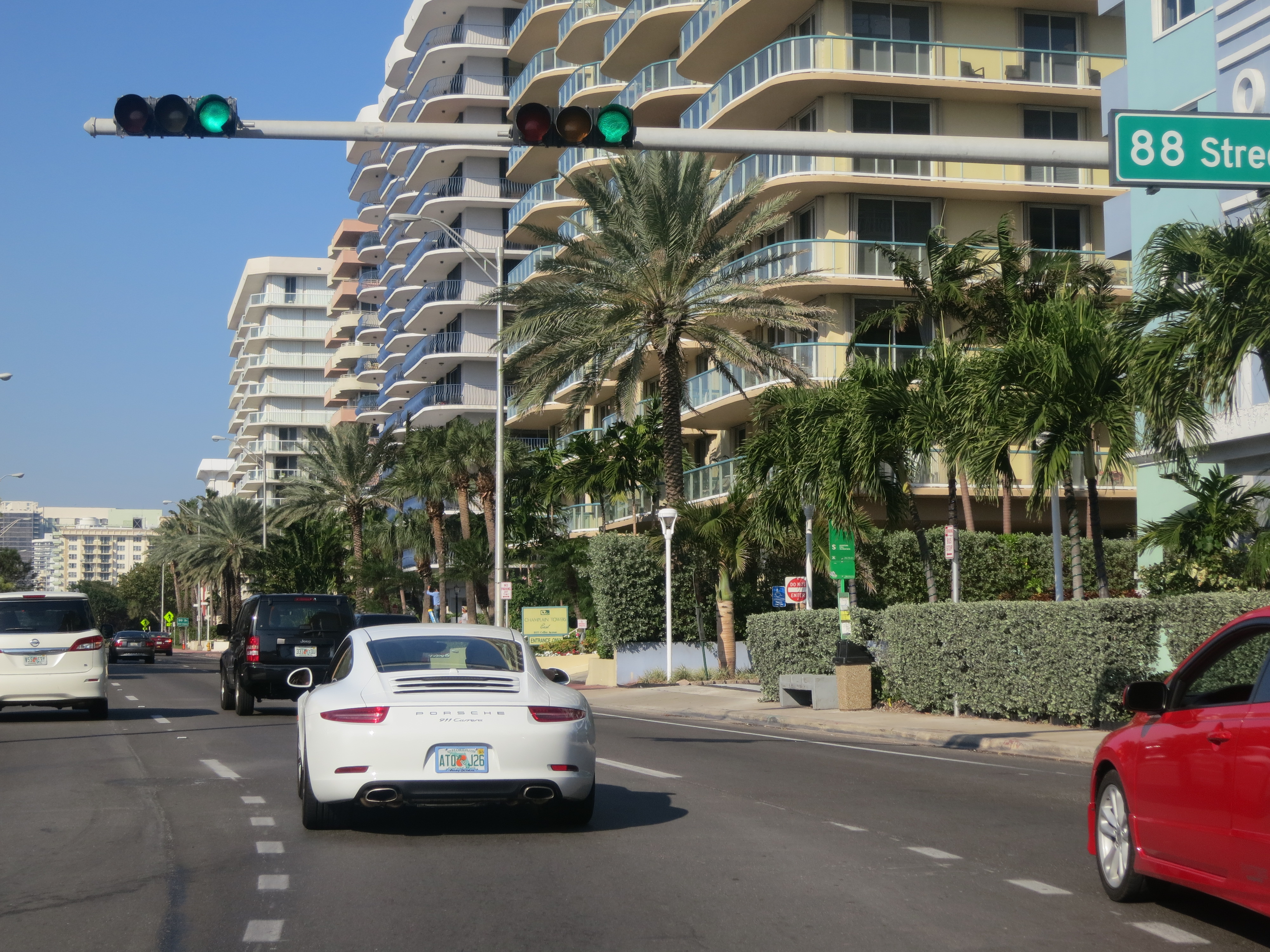
أبراج شامبلين الشمالية، المبنى الرابع من اليمين، عام 2012.

يقع المبنى السكني «أبراج شامبلين الجنوبية» في شارع كولينز رقم 8777، وقد تمّ بناؤه في عام 1981، وهو جزء من مجمع إلى جانب مبنيين آخرين منفصلين قريبين، هما: أبراج شامبلين الشمالية وأبراج شامبلين الشرقية. يتألف من 136 وحدة تتكون من غرفة إلى 4 غرف نوم، تتراوح في حجمها من 1,200 إلى 4,500 قدم مربع (110 إلى 420 م2). تقع المباني شمال نورث بيتش أوشنسايد بارك في حي نورث بيتش في ميامي بيتش. وفقًا لمفوض مدينة سيرفسايد إليانا سالزهاور، فقد كان المبنى يخضع للتفتيش لإعادة اعتماده لمدة 40 عامًا في وقت وقوع الكارثة، والتي تستغرق عادةً عامًا واحدًا لإكمالها. وفقًا لرئيس بلدية سيرفسايد تشارلز بوركيت، فقد كانت إصلاحات السقف جارية في المبنى.

## الانهيار
تعرض مبنى أبراج شامبلين الجنوبية لانهيار تدريجي. تشير لقطات المراقبة التي تم التقاطها إلى أن قسمًا مركزيًا كبيرًا من المبنى قد انهار أولاً، تاركًا الركن الشمالي الشرقي قائمًا ولكنه غير مستقر. بعد حوالي تسع ثوان، انهارت الزاوية الشمالية الشرقية أيضًا.
ومن أصل 136 وحدة في المبنى، تعرضت 55 وحدة للانهيار.

## الإصابات
توفي شخص واحد في أعقاب ذلك مباشرة، وأُصيب 11 آخرون، اثنان منهم عولجا في مستشفى جاكسون التذكاري. بالإضافة إلى ذلك، لا يزال ما لا يقل عن 99 شخصًا في عداد المفقودين.
صرّحت وزارة العلاقات الخارجية لرئيس باراغواي ماريو عبده بينيتز بأنهم لم يتمكنوا من تحديد مكان شقيقة السيدة الأولى سيلفانا لوبيز موريرا وزوج أختها وأطفالهم الثلاثة، واعتبرتهم في عداد المفقودين. إضافة إلى مواطن باراغواياني آخر مفقود. أفادت القنصلية الفنزويلية وكذلك القنصلية الأرجنتينية أن عددًا من مواطنيها فُقدوا من الانهيار. وكتب مدير الشؤون القنصلية في فنزويلا على تويتر أنه حدّد هوية أربعة مواطنين كانوا في المبنى وفقدوا. ذكرت قنصلية الأرجنتين في ميامي أن ثمانية مواطنين أرجنتينيين في عداد المفقودين. كما أكد قنصل أوروغواي في ميامي أن ثلاثة من مواطني أوروغواي في عداد المفقودين.

## ردود الفعل

### على مستوى الولاية
استجابت أكثر من 80 وحدة إنقاذ للانهيار، وفقًا لقسم ميامي داد للإطفاء والإنقاذ. وقال رئيس بلدية منطقة ركوب الأمواج تشارلز بوركيت في مؤتمر صحفي إن عشرة أشخاص عولجوا في مكان الانهيار وإن شخصين نُقلا إلى المستشفى، وتوفي أحدهم لاحقًا. تم إنقاذ 35 شخصًا على الأقل من المبنى  وما لا يقل عن 99 شخصًا في عداد المفقودين. أعلن عمدة ميامي ديد حالة الطوارئ ودعا رون دي سانتيس، حاكم ولاية فلوريدا، إلى فعل الشيء نفسه.
ساعد نادي ميامي هيت التابع للاتحاد الوطني لكرة السلة عمال الطوارئ بالولاية في موقع الانهيار، بما في ذلك اللاعب تايلر هيرو، والمدربين المساعدين كريس كوين واريك غلاس، ومدير إدارة كرة السلة سكوت جوركا، ونائب الرئيس / المدير التنفيذي لصندوق ميامي هيت الخيري ستيف ستو. كما قدمت المساعدة شركتي (World Central Kitchen) و(Direct Relief)، وكلاهما من الحاصلين على ذراع هيت الخيري.
متطوعو الصليب الأحمر الأمريكي ساعدوا الأشخاص الذين نزحوا بسبب الانهيار.
انتقل المُحافظ (DeSantis) إلى الموقع في اليوم نفسه. كما أصدر أمرًا تنفيذيًا يعلن حالة الطوارئ للسماح بتحويل الموارد اللازمة إلى المنطقة، بما في ذلك إنفاذ القانون وموظفي الطوارئ الآخرين.

### على مستوى الفيدرالية
صرّح البيت الأبيض والوكالة الفيدرالية لإدارة الطوارئ أنهما على اتصال بالمسؤولين المحليين وتقديم المساعدة بعد الانهيار. تم اطلاع الرئيس جو بايدن على الحدث، وتحدث مع عمدة مقاطعة ميامي ديد دانييلا ليفين كافا.

## الأسباب
أفادت (WSVN TV) أنه لم يتم تحديد السبب، ولكن يتم النظر في كل شيء بما في ذلك المجاري وعيوب البناء وإصلاحات السقف الحالية. وفقًا لباحث في جامعة فلوريدا الدولية قابلته يو إس إيه توداي، فإن المبنى كان يغرق خلال التسعينيات بمعدل كبير يبلغ حوالي 2 مم / سنة. في حين أن 97 ٪ من ميامي بيتش كانت مستقرة، فإن 1555 من 18949 نقطة في ميامي بيتش كانت تغرق، بمعدل أقل من 1 ملم / سنة. ومع ذلك، بالنسبة للباحث الذي أجرى الدراسة، جاء الانهيار بمثابة مفاجأة: فقط إذا غرق جزء من المبنى بشكل أسرع من الآخر، فسيؤدي ذلك إلى توترات تؤدي بدورها إلى إضعاف هيكل المبنى. ثانيًا، فقد سجّل المناطق المبنية على مساحات كبيرة والتي كانت تغرق بمعدل أسرع بكثير، على سبيل المثال في الجزر الاصطناعية في خليج بيسكين (حتى 3.8 ملم / سنة).